# Stieldorferhohn
Stieldorferhohn ist ein Ortsteil der Stadt Königswinter im nordrhein-westfälischen Rhein-Sieg-Kreis. Er gehört zum Stadtteil Stieldorf und zur Gemarkung Oelinghoven. Am 30. September 2022 zählte er 372 Einwohner.

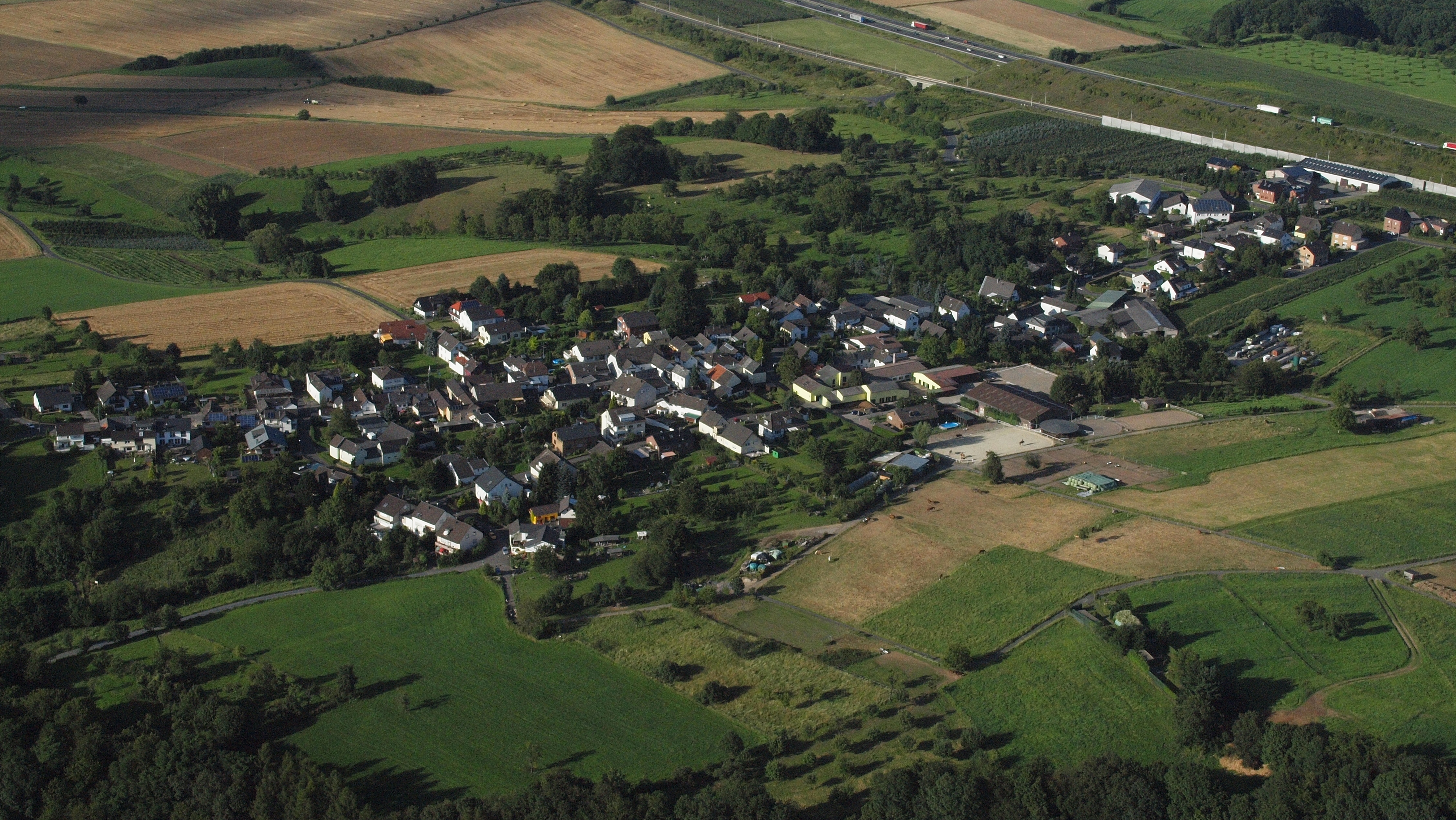
Stieldorferhohn aus südwestlicher Richtung, oben rechts die A 3 und die ICE-Trasse

## Geographie
Das Dorf befindet sich auf der dem Rhein abgewandten Seite des Bergbereichs der Stadt Königswinter im Pleiser Hügelland und umfasst Höhenlagen zwischen 180 und 195 m ü. NHN. Stieldorferhohn liegt auf einem nördlich des Scharfenbergs verlaufenden und an seinem Westende ins Lauterbachtal abfallenden Geländesporn. Zu den nächstgelegenen Ortschaften gehören Oelinghoven im Nordwesten, Bockeroth im Nordosten sowie Sonderbusch und Thomasberg im Süden.

## Geschichte
Die Besiedlungsgeschichte Stieldorferhohns lässt sich bis in die Zeit der Kelten zurückverfolgen. Hierfür zeugen Ausgrabungen frühgeschichtlicher Pfahlbauten und Funde von Regenbogenschüsselchen. Am östlichen Rand des Dorfes wurde Ende der 1990er Jahre eine Siedlungsgrabung vorgenommen, die Reste einer Pfahlbautensiedlung aus der jüngeren vorrömischen Eisenzeit untersuchte. Die erste urkundliche Erwähnung Stieldorferhohns geht auf das Jahr 1603 zurück. Der Ortsname ist von einem hier liegenden Höhner Hof abgeleitet.
In kirchlicher Hinsicht gehört Stieldorferhohn zum Kirchspiel Stieldorf.
Einwohnerentwicklung
| Jahr | Einwohner |
| ---- | --------- |
| 1816 | 144       |
| 1828 | 165       |
| 1843 | 191       |
| 1885 | 236       |

## Sehenswürdigkeiten

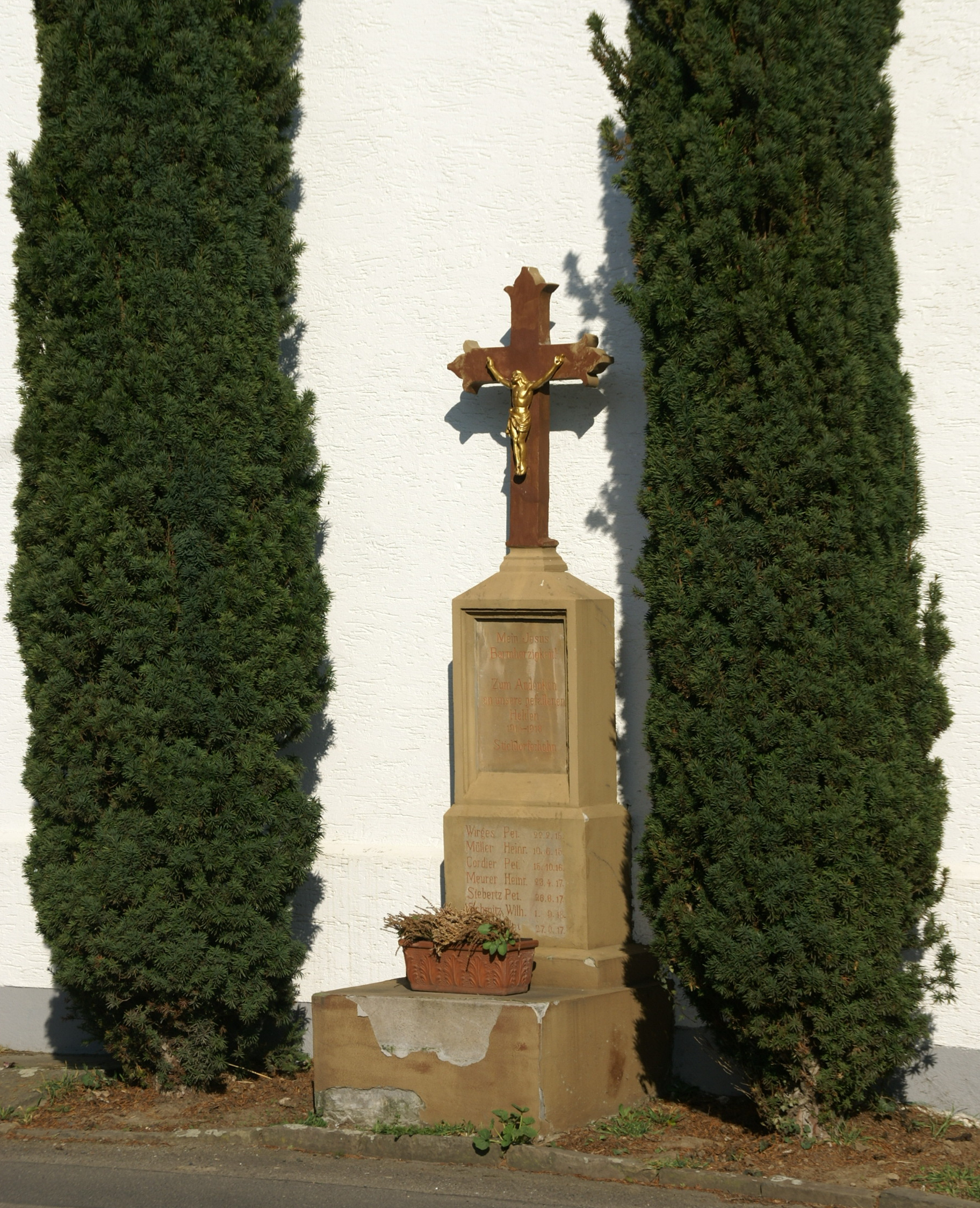
Kriegerdenkmal in Form eines Wegekreuzes (2014)

Als Baudenkmal unter Denkmalschutz stehen ein Kriegerdenkmal für die Gefallenen des Ersten Weltkriegs in Form eines Wegekreuzes aus der Zeit um 1920 (vor Haus Nr. 25), eine Wasserpumpe aus der zweiten Hälfte des 19. Jahrhunderts (vor Haus Nr. 38) sowie ein Wegekreuz aus dem Jahre 1732 an der Ecke Thomasberger Straße/Stieldorferhohn. Ein weiteres Kriegerdenkmal zum Ersten und Zweiten Weltkrieg befindet sich in einer Platzanlage an der Ecke Stieldorferhohn/Zum Scharfenberg.